# ФК Златибор
ФК Златибор је српски фудбалски клуб из Чајетине. Клуб се тренутно такмичи у Српској лиги Запад, трећем такмичарском нивоу српског фудбала.

## Историја
Златибор је основан 1945. године, а своје утакмице игра на стадиону Швајцарија.
Клуб је у сезони 2011/12. заузео 14. место у Зони Дрина и тако након две сезоне у овом рангу испао у нижи, Златиборску окружну лигу, где се последњи пут такмичио у сезони 2009/10. Након две сезоне у петом рангу такмичења поново су се вратили у Зону Дрина. У првој сезони заузели су друго место са бодом мање од ФАП-а из Прибоја, али су већ следеће у сезони 2015/16 заузели прво место са чак 20 бода више од првог пратиоца Прова и пласирали се у Српску лигу Запад. У дебитантској сезони заузели су високо 5. место.
У претколу Купа Србије у сезони 2017/18 Златибор је победио БСК Борчу са 4:1 и пласирао се у шеснаестину финала где их је чекао суперлигаш Раднички из Ниша. Након регуларног дела на Златибору било је 0:0, а након пенала победили су домаћи играчи са 7:6 и тако остварили највећи успех у куп такмичењима. У осмини финала након велике борбе Златибор је поражен на свом терену од суперлигаша Чукаричког са 0:1 и тако завршио такмичење. У сезони 2017/18. клуб је заузео прво место у Српској лиги Запад и пласирао се у Прву лигу Србије, други такмичарки ниво српског фудбала, што је први пут у историји клуба, да учествује у овом такмичењу.
У првој сезони у Првој лиги Србије, Златибор је заузео високо 6. место и пласирао се у плеј-оф за улазак у Суперлигу Србије. У полуфиналу, боља је била Инђија са 2:1 и пласирала се у Суперлигу, док је Златибор остао у истом рангу такмичења. Оно што фудбалери Златибора нису успели у овој, остварили су у сезони 2019/20. Освајањем 1. места остварили су историјски успех пласманом у Суперлигу Србије. Након освајања 18. места, Златибор је после само једне сезоне испао у Прву лигу Србије.

## Стадион
Фудбалски клуб Златибор своје утакмице игра на стадиону Швајцарија. Стадион се налази на Златибору и направљен је 1946. године. Током 2014. године стадион је реконструисан. На јединој трибини стадиона постављено је 1050 столица које су се некад налазиле на стадиону Партизана.
Поред главног постоје и два помоћна терена.
Стадион не испуњава услове за такмичење у Суперлиги, па је тако Златибор у сезони 2020/21. током наступа у Суперлиги играо на Градском стадиону у Ужицу.

## Новији резултати
| Сезона   | Ранг | Лига                     | Позиција | ИГ | Д  | Н  | П  | ГД  | ГП | ГР  | Бод     | Куп                  |
| -------- | ---- | ------------------------ | -------- | -- | -- | -- | -- | --- | -- | --- | ------- | -------------------- |
| 2013/14. | 5    | Златиборска окружна лига | 1.       | 26 | 25 | 1  | 0  | 128 | 6  | +22 | 76      | Није се квалификовао |
| 2014/15. | 4    | Зона Дрина               | 2.       | 28 | 15 | 6  | 7  | 35  | 20 | +15 | 50      | Није се квалификовао |
| 2015/16. | 4    | Зона Дрина               | 1.       | 30 | 20 | 8  | 2  | 54  | 21 | +33 | 68      | Није се квалификовао |
| 2016/17. | 3    | Српска лига Запад        | 5.       | 30 | 10 | 12 | 8  | 30  | 28 | +2  | 42      | Није се квалификовао |
| 2017/18. | 3    | Српска лига Запад        | 1.       | 34 | 25 | 5  | 4  | 67  | 25 | +42 | 80      | Осмина финала        |
| 2018/19. | 2    | Прва лига Србије         | 6.       | 37 | 18 | 3  | 16 | 48  | 42 | +6  | 32 (57) | Није се квалификовао |
| 2019/20. | 2    | Прва лига Србије         | 1.       | 30 | 14 | 12 | 4  | 33  | 18 | +15 | 54      | Шеснаестина финала   |
| 2020/21. | 1    | Суперлига Србије         | 18.      | 38 | 7  | 8  | 23 | 28  | 64 | -36 | 29      | Шеснаестина финала   |
| 2021/22. | 2    | Прва лига Србије         | 12.      | 37 | 12 | 11 | 14 | 38  | 44 | -6  | 47      | Шеснаестина финала   |
| 2022/23. | 2    | Прва лига Србије         | 15.      | 37 | 7  | 12 | 18 | 36  | 54 | -18 | 33      | Шеснаестина финала   |
| 2023/24. | 3    | Српска лига Запад        | 8.       | 30 | 12 | 6  | 12 | 34  | 30 | +4  | 42      | Претколо             |
| 2024/25. | 3    | Српска лига Запад        | 11.      | 30 | 9  | 11 | 10 | 31  | 47 | -16 | 38      | Није се квалификовао |

## Тренутни састав
- Од 12. марта 2022.[8]

| Бр. |           | Позиција | Играч                |
| --- | --------- | -------- | -------------------- |
| 2   | Србија    | О        | Данијел Петковић     |
| 3   | Србија    | О        | Душан Врбић          |
| 4   | Србија    | С        | Марко Станић         |
| 5   | Србија    | О        | Александар Митровић  |
| 6   | Србија    | О        | Игор Башић (капитен) |
| 7   | Србија    | С        | Душан Кувељић        |
| 8   | Србија    | О        | Драган Радосављевић  |
| 9   | Србија    | С        | Павле Томић          |
| 10  | Црна Гора | С        | Милош Кркотић        |
| 11  | Србија    | С        | Марко Јеремић        |
| 12  | Србија    | Г        | Урош Ђурић           |
| 14  | Србија    | С        | Лазар Раденовић      |
| 15  | Грчка     | С        | Астериос Икономикос  |
| 16  | Србија    | О        | Александар Цветић    |
| 17  | Србија    | О        | Марко Марковић       |

| Бр. |           | Позиција | Играч               |
| --- | --------- | -------- | ------------------- |
| 18  | Србија    | С        | Урош Милорадовић    |
| 19  | Србија    | С        | Лука Чумић          |
| 20  | Србија    | С        | Сергеј Стаменић     |
| 21  | Србија    | С        | Богдан Рмуш         |
| 22  | Србија    | Г        | Иван Лучић          |
| 23  | Србија    | С        | Назим Хаџибулић     |
| 24  | Србија    | С        | Огњен Милановић     |
| 25  | Србија    | С        | Младен Мирковић     |
| 26  | Србија    | С        | Алекса Стојковић    |
| 27  | Црна Гора | С        | Драгољуб Радоман    |
| 28  | Србија    | Н        | Оливер Деспотовић   |
| 29  | Србија    | О        | Бранимир Спасојевић |
| 31  | Србија    | С        | Марко Станковић     |
| 32  | Гана      | О        | Рашид Обуоби        |
| 33  | Србија    | Н        | Војин Чумић         |